# Frühlingsrolle

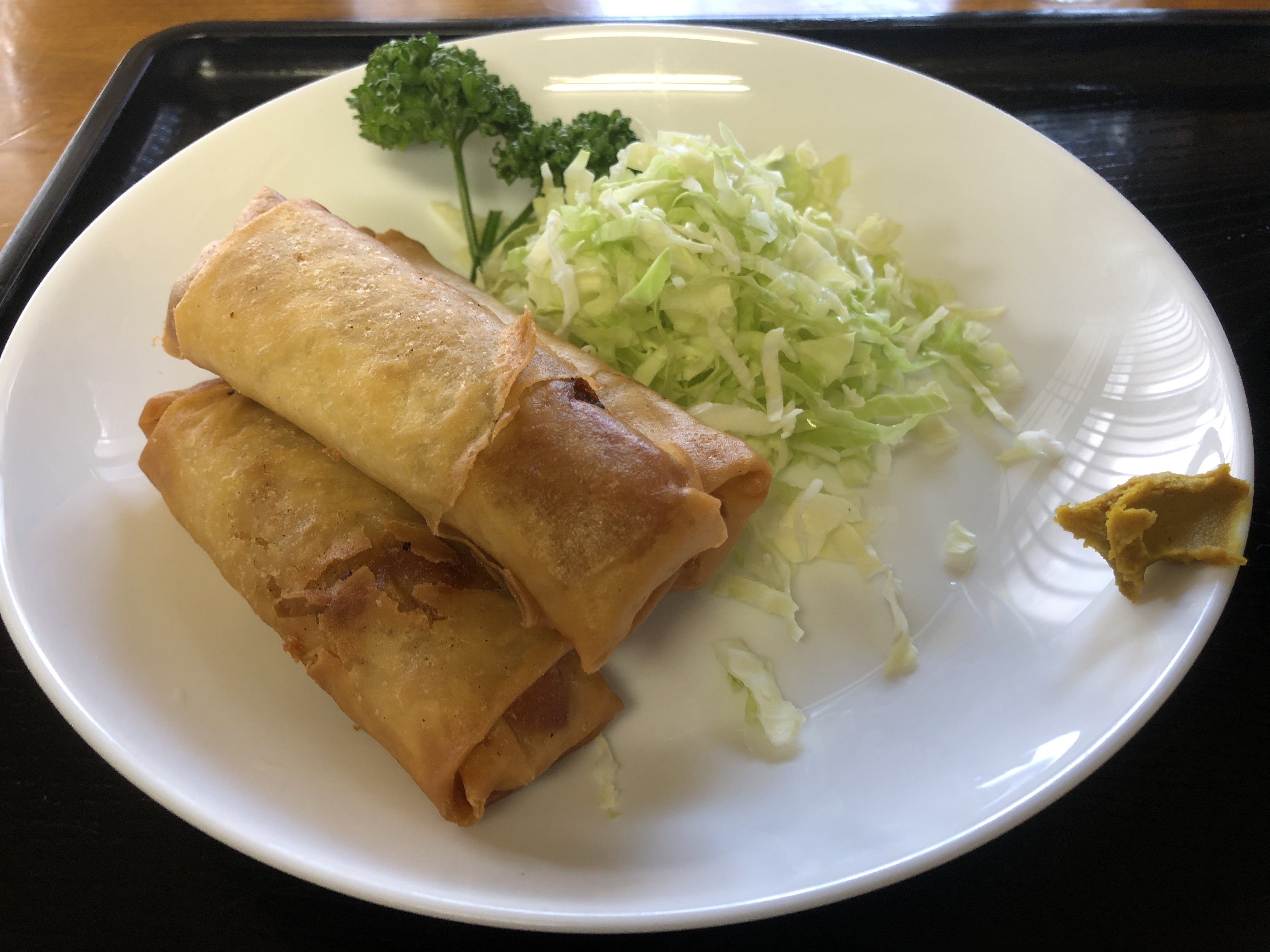
Frühlingsrollen mit Salat in Japan

Frühlingsrolle ist ein Gericht der asiatischen Küche aus speziellen Teigblättern mit einer Vielzahl unterschiedlicher Füllungen.
Einige Varianten werden im Wok frittiert und anschließend serviert. Die nichtfrittierte Variante wird meist als Glücks- oder Sommerrolle bezeichnet. Die Speise Frühlingsrolle ist in China, Taiwan, Vietnam, Japan, Korea, Malaysia, Singapur, Philippinen, Thailand und Indonesien weit verbreitet. Die Speise wird im Westen gewöhnlich als Vorspeise in Gaststätten serviert. In Asien ist es ein gewöhnliches Gericht, das beispielsweise als Dimsum-Gericht serviert wird. Als Imbiss zum Mitnehmen ist sie auch sehr beliebt.

## Bezeichnungen
Die Frühlingsrolle ist in China allgemein als Chunjuan (chinesisch 春捲 / 春卷, Pinyin chūnjuǎn, Jyutping ceon1gyun2, englisch spring roll, Pe̍h-ōe-jī tshun-kńg) bekannt. In Indonesien bzw. Malaysia (Bahasa Indonesia / Bahasa Malaysia lumpia) sowie auf den Philippinen wird sie Lumpia (Tagalog lumpia) genannt. In Japan kennt man sie als Harumaki (jap. 春巻). Der niederländische Begriff Loempia – hat die gleiche Aussprache wie lumpia – ist ein Lehnwort aus der ehemaligen niederländische Kolonie Indonesien (damals Niederländisch-Indien). In Vietnam kennt man sie als Cha gio (vietnamesisch chả giò).

## China

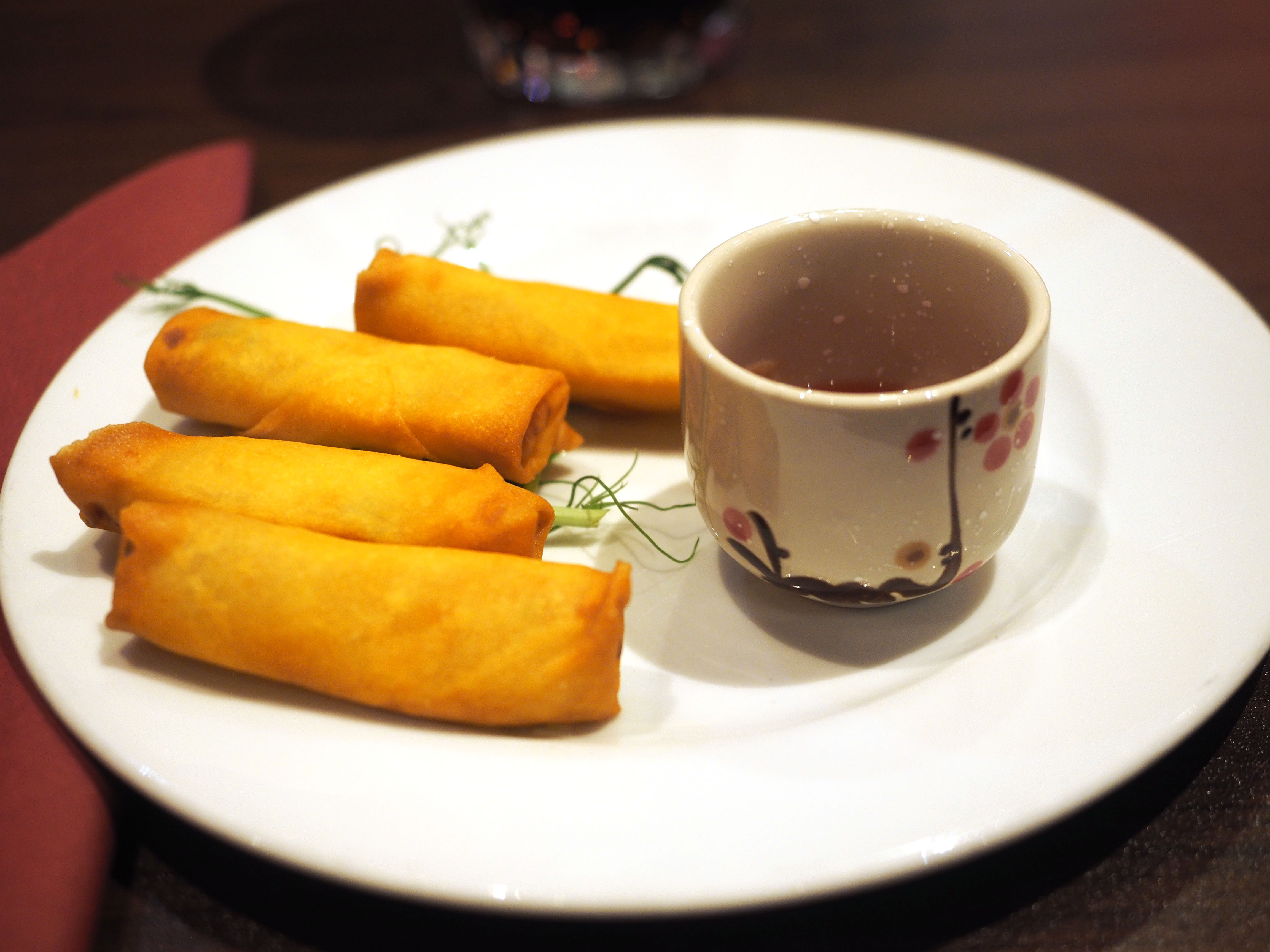
Chinesische Frühlingsrollen mit Dip

Frühlingsrolle ist ursprünglich ein chinesisches Gericht. Die Speise wird traditionell zum chinesischen Neujahrsfest (Frühlingsfest), dem wichtigsten Festtag des Jahres, an dem der Beginn des Frühlings gefeiert wird, gegessen. Dabei symbolisieren die Frühlingsrollen Seidenraupen, die zu dieser Zeit schlüpfen. Je nach Region – Nord- und Südchina – variieren aber die traditionellen Speisen zum Fest.
Frühlingsrollen werden auch zum Qingming-Fest gegessen, an dem der Verstorbenen gedacht wird. Die Füllung soll ursprünglich aus Resten der Gemüseopfer bestanden haben, die den Verstorbenen dargebracht wurden.
Die Füllung von Frühlingsrollen kann unterschiedlich sein, doch gehören oft z. B. Soja- oder Mungbohnensprossen, fein geschnittenes Gemüse wie Weißkohl, Möhren und Zwiebeln, Pilze, Hackfleisch und auch Glasnudeln dazu. Die Mischung wird mit Knoblauch, verschiedenen Gewürzen und Sojasauce gedünstet und in Frühlingsrollenteig dünn eingewickelt und frittiert. Dazu können verschiedene Saucen gereicht werden. Der Frühlingsrollenteig wird gewöhnlich aus Weizenmehl hergestellt.
Siehe auch: Liste von Dim Sum

## Vietnam
In Vietnam werden frittierte Frühlingsrollen nem rán (im Norden) oder chả giò (im Süden) genannt und mit viel Salat und einer pikanten Fischsauce serviert. Die Füllung besteht aus Schweinefleisch, Pilzen, Glasnudeln, Möhren und Kohlrabi. Es gibt auch vegetarische Füllungen. Da die Zubereitung sehr zeitaufwändig ist, werden sie meistens zu feierlichen Anlässen und Familientreffen serviert oder in Restaurants gegessen. Die alternative Variante, sogenannte Sommerrollen, wird unfrittiert mit Dip verspeist.

## Südostasien
In Indonesien und auf den Philippinen heißen die Frühlingsrollen lumpia, in Singapur popiah. Die kleineren thailändischen Frühlingsrollen werden Poh pia tod genannt.
Auf den Philippinen besteht die Füllung häufig aus zerkleinertem Gemüse und Erdnüssen und einer süßlichen Sauce. Unfrittiert werden diese Rollen als lumpiang sariwa bezeichnet. Enthält die Füllung Schweinefleisch nach chinesischem Vorbild heißen sie lumpia Shanghai. Als Füllung werden hier außerdem teilweise Fisch, Shrimps, Huhn oder Käse verwendet. Lumpia können hier Teil einer Mahlzeit oder ein Imbiss sein. Die Niederländer haben die kleinen indonesischen Frühlingsrollen in stark vergrößerter Form als komplette Mahlzeit in die Niederländische Küche aufgenommen.

## Als Fertiggericht
In Deutschland sind Frühlingsrollen ein beliebtes Tiefkühlprodukt. Sie sind zumeist für die Zubereitung im Backofen vorfrittiert und müssen nur aufgetaut und erhitzt werden. Die Tiefkühl-Frühlingsrollen weichen manchmal in ihrer Größe vom Original ab und sind teilweise größer als ihre chinesischen Vorbilder und haben einen deutlich dickeren Teig.